# John Smeaton

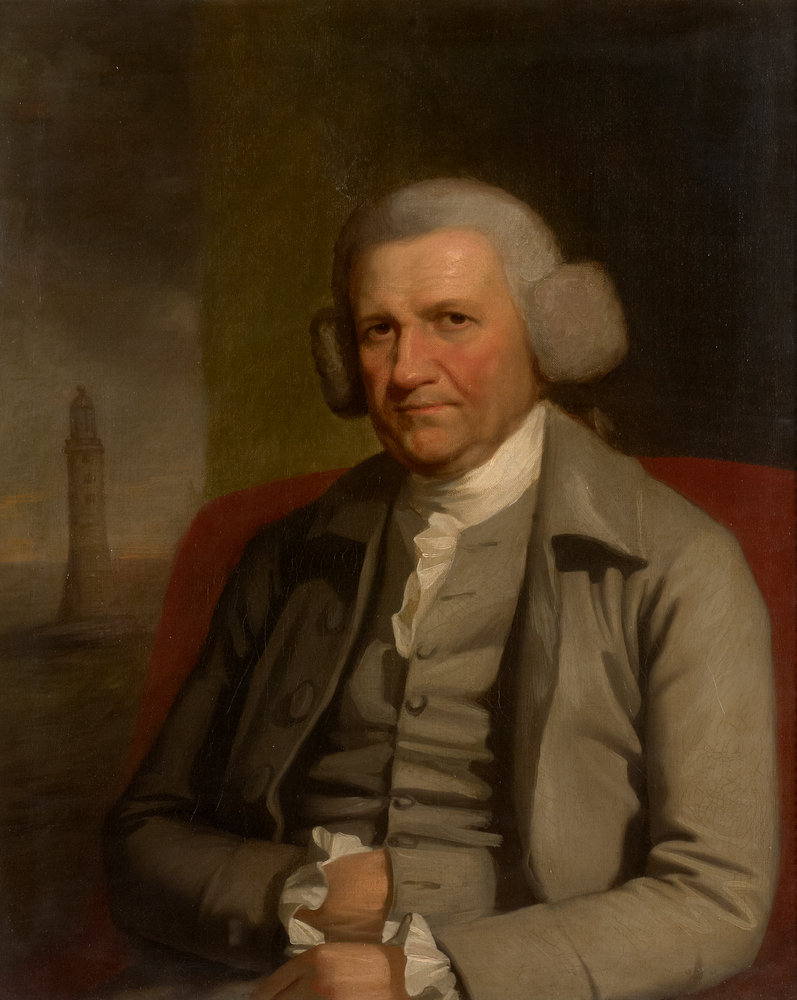
Porträt von John Smeaton, im Hintergrund der Eddystone-Leuchtturm

John Smeaton (* 8. Juni 1724 in Austhorpe bei Leeds, West Yorkshire; † 28. Oktober 1792 ebenda) war ein englischer Ingenieur und gilt als der Vater des Bauingenieurwesens, da er die entsprechenden Grundlagen für die Ingenieurwissenschaften legte.

## Jura und Physik
Smeaton wurde in Austhorpe in der Nähe von Leeds in der Grafschaft West Yorkshire geboren. Nach einem Studium an der Leeds Grammar School trat er in die Kanzlei seines Vaters ein, verließ diese aber wieder, um mathematische Instrumente herzustellen.
Er wurde 1753 zum Mitglied der Royal Society gewählt und gewann 1759 die Copley-Medaille für seine Arbeiten zur Mechanik von Wasser- und Windmühlen. Die Untersuchungen beschrieben das Verhältnis zwischen Druck und Geschwindigkeit von in Luft bewegten Objekten und führten zur Definition des Smeaton-Koeffizienten.
In den Folgejahren bis 1782 führte er weitere Untersuchungen zu diesem Thema durch, die ihn dazu brachten, die vis viva-Theorie von Gottfried Wilhelm Leibniz zu unterstützen, die eine frühe Beschreibung des Energieerhaltungssatzes darstellte. Dies brachte ihn in Konflikt mit vielen Mitgliedern des wissenschaftlichen Establishments, die diese Theorie als unvereinbar mit Momentenerhaltungssatz von Isaac Newton (Impulserhaltung) verstanden. Unterstützt wurde dieser Konflikt durch nationalistische Untertöne auf Seiten des Establishments.

## Bauingenieurwesen
Durch die Royal Society empfohlen, wurde Smeaton der Auftrag zur Konstruktion des dritten Leuchtturms auf dem Eddystone von 1755 bis 1759 erteilt, nachdem die beiden Vorgängerbauten den rauen Witterungsbedingungen und der Salzbelastung nicht standhielten. Dabei war er Pionier im Einsatz von hydraulischem Kalk, einer Art wasserfesten Bindemittels, mithin ein Vorläufer des heutigen Zements. Er untersuchte dazu verschiedene Kalke auf ihre Tauglichkeit, indem er den Kalk mit Salpetersäure entfernte und das übrigbleibende Substrat chemisch analysierte. Er stellte dabei fest, dass für Bauzwecke gut geeignete Kalke über einen gewissen Anteil an Ton verfügten, den er fortan dem Kalk kontrolliert zusetzte. Zum Bau entwickelte er eine Technik von mit Schwalbenschwänzen verzapften und gegeneinander verkeilten Steinblöcken, die auch später beim Bell-Rock-Leuchtturm eingesetzt wurde.
Er entschied sich, auf dem einträglichen Feld des Bauingenieurwesens weiterzuarbeiten und schuf eine große Zahl an Gebäuden:
- Das Eddystone Lighthouse (1755–59) – der dritte Leuchtturm an dieser Stelle. Er blieb für über 100 Jahre in Betrieb.
- Die Calder and Hebble Navigation (1758–70), ein Kanalsystem in West Yorkshire.
- Die Coldstream Bridge über den Tweed (1762–67)
- Verbesserungen an der River River Lea Navigation (1765–70)
- Die Perth-Brücke über den River Tay (1766–71)
- Der Ripon Canal (1766–1773)
- Das Newark-Viadukt über den River Trent in Nottinghamshire (1768–70)
- Der Forth and Clyde Canal von Grangemouth nach Glasgow (1768–77)
- Den Banff Harbour (1770–75)
- Die Bridge of Banff (1772–79)
- Die Aberdeen-Brücke (1775–80)
- Peterhead-Hafen (1775)
- Hafenanlagen in Ramsgate (Rückhaltebecken 1776–83; Anleger 1788–1792)
- Die Hexham-Brücke (1777–90)
- Der Birmingham and Fazeley Canal (1782–89)
- St Austell Charlestown Hafen in Cornwall (1792)

Wegen seiner Kenntnisse im Ingenieurbau wurde Smeaton 1782 als Sachverständiger in einem Gerichtsverfahren wegen der Versandung eines Hafens in Norfolk gerufen. Er gilt damit als einer der ersten technischen Sachverständigen, die vor einem englischen Gericht ausgesagt haben.

## Maschinenbau
Mithilfe seiner Fähigkeiten als Maschinenbauingenieur entwickelte er 1761 einen Wassermotor für den königlichen botanischen Garten in Kew und 1767 eine Wassermühle in Alston. Er untersuchte die Effizienz zahlreicher Dampfmaschinen vom Newcomen-Typ, indem er die Leistung der Maschinen bestimmte, die diese mit einer definierten Menge Kohle umsetzten konnten. Hieraus leitete er den ‚optimalen‘ Zylinderdurchmesser sowie den ‚optimalen‘ Hub ab und erreichte hierdurch eine Verdopplung der Leistung bei gegebener Brennstoffmenge. 1767 vervollkommnete er die atmosphärische Kolbenmaschine.
Eine weitere Erfindung, die den Windmühlenbau verbesserte, war seine Entwicklung eines Universalwellkopfes für Windmühlenflügelkreuze – das Lincolnshire-Kreuz (engl. Lincolnshire Cross), benannt nach dem Gebiet seiner größten Verbreitung. Mit diesem Kreuz aus Gusseisen hatte der Mühlenbauer die Möglichkeit, eine theoretisch beliebige Anzahl von Flügeln (2, 3, 4, 5, 6, 7, 8 …) zu einem Flügelkreuz symmetrisch anzuordnen: mit 4-, 5-, 6- und 8-strahligen Flügelkreuzen wurden dementsprechende mehrflügelige Windmühlen gebaut. Bei dieser Befestigungsart lagen die Ruten in einer Ebene.
1778 schuf Smeaton eine Taucherglocke für Unterwasserbauten.

## Vermächtnis
Smeaton begründete auch den englischen Begriff civil engineer, um eine Unterscheidung von militärischen Ingenieuren, die an der Royal Military Academy Woolwich ausgebildet wurden, zu verdeutlichen. Er gründete 1771 die Society of Civil Engineers, welche nach seinem Tod in Smeatonian Society umbenannt und zum Vorläufer der 1818 gegründeten Institution of Civil Engineers wurde. Seine Schüler waren unter anderem die Kanalbauer James Brindley und William Jessop sowie der Ingenieur und Architekt Benjamin Latrobe.
Er starb an einem Schlaganfall während eines Spaziergangs im Garten seines Hauses in Austhorpe und wurde in der Gemeindekirche von Whitkirk begraben.